# Polisregion Mitt
Polisregion Mitt är en svensk polisregion inom Polismyndigheten som verkat från 2015. Polisregionens huvudort är Uppsala. Regionpolischef är Ulf Johansson.

## Organisation
Polisregion Mitt bildades den 1 januari 2015, och är en av sju regioner i Sverige. Regionen består av Gävleborgs län, Västmanlands län, Uppsala län, vilka i sig utgör var sitt polisområde. Respektive polisområde är vidare indelat i lokalpolisområden. Polisregionerna ersatte de tidigare till antalet 21 polismyndigheterna. Polisregion Mitt leds från Uppsala, och har det samlade ansvaret för polisverksamheten inom regionen. Ett ansvar som bland annat omfattar utredningsverksamhet, brottsförebyggande verksamhet och service.

### Gävleborgs län
Gävleborgs län är ett av tre polisområden i regionen. Polisområdet har sitt huvudsäte i Gävle och består av de två lokalpolisområdena Hälsingland och Gästrikland.

### Västmanlands län
Västmanlands län är ett av tre polisområden i regionen. Polisområdet har sitt huvudsäte i Västerås och består av de tre lokalpolisområdena Sala/Fagersta, Västra Mälardalen och Västerås.

### Uppsala län
Uppsala län är ett av tre polisområden i regionen. Polisområdet har sitt huvudsäte i Uppsala och består av de tre lokalpolisområdena Enköping/Håbo, Norduppland och Uppsala/Knivsta.

## Regionpolischefer
- 2015–2020: Carin Götblad [a]
- 2020–ff: Ulf Johansson [b]